# Jean-Luc Lambourde
Jean-Luc Lambourde (10 aprile 1980) è un calciatore francese, centrocampista dell'Amical.

## Caratteristiche tecniche
Gioca come centrocampista.

## Carriera

### Club
Nel 2002 giocò con l'Avion, in Francia, passando poi nel 2005 all'Amical Club Marie Galante, in Guadalupa, vincendo la coppa di Guadalupa nel 2006.

### Nazionale
Con la Guadalupa ha giocato 33 partite, partecipando alla CONCACAF Gold Cup 2007, competizione nella quale la selezione del Dipartimento d'Oltremare francese si classificò al terzo posto ex aequo con il Canada dopo aver perso per 1-0 contro il Messico il semifinale. Ha partecipato inoltre al campionato mondiale di beach soccer tenutosi a Marsiglia nel 2008 con la maglia della Nazionale francese.

## Palmarès

### Club

#### Competizioni nazionali
- Coppa di Guadalupa: 1

Amical: 2006